# Brassavola nodosa
Espèce
Brassavola nodosa est une espèce de plantes à fleurs de la famille des Orchidaceae (les orchidées) et du genre Brassavola.

## Répartition
Du Mexique (du Sud de Tamaulipas au Chiapas et la péninsule du Yucatán), Amérique centrale, Antilles et nord de l'Amérique du Sud (Venezuela, Colombie, Guyana et Guyane française).